# Эльбузеди, Закари
Закари Эльбузеди (англ. Zachary Elbouzedi; род. 5 апреля 1998, Дублин) — ирландский футболист, полузащитник шведского клуба АИК.

## Клубная карьера
Футболом начал заниматься в пятилетнем возрасте в клубе «Шелбурн». Проведя там несколько лет, перешёл в структуру «Малахайд Юнайтед». В 2014 году перебрался в Англию, подписав контракт с «Вест Бромвич Альбион», где начал выступать за юношескую команду клуба.
7 июля 2017 года подписал двухлетний контракт с шотландским «Инвернесс Каледониан Тисл», выступающим в местном Чемпионшипе. На следующий день после подписания контракта на тренировке повредил колено, в результате чего ему потребовалась операция, и он был вынужден пропустить осеннюю часть чемпионата. 30 декабря восстановившись от травмы был направлен в краткосрочную аренду в команду второго дивизиона — «Элгин Сити». Первую игру в его составе провёл 2 января следующего года против «Питерхеда», появившись на поле после перерыва. По окончании срока аренды вернулся в свою основную команду. 13 марта 2018 года дебютировал за «Инвернесс Каледониан Тисл» в матче 25-го тура с «Данфермлин Атлетик». 31 августа расторг контракт с клубом по обоюдному согласию.
7 ноября 2018 года присоединился к ирландскому «Уотерфорду», подписав контракт на год. В его составе 15 февраля 2019 года дебютировал в высшем дивизионе Ирландии в игре с «Шемрок Роверс», появившись на поле в стартовом составе. В следующем матче с «Корк Сити» Эльбузеди забил первый гол в профессиональной карьере, поразив ворота соперника в компенсированное ко второму тайму время и установив окончательный счёт в матче 2:0. За сезон, проведенный в «Уотерфорде» Закари принял участие в 29 матчах, в которых сумел отличиться шесть раз.
16 декабря 2019 года английский клуб «Линкольн Сити» на своём официальном сайте объявил, что подписал долгосрочное соглашение с Эльбузеди, которое вступает в силу с января 2020 года. За новый клуб дебютировал в первой английской лиге 14 января в домашней игре с «Болтон Уондерерс», выйдя на 77-й минуте вместо своего соотечественника Конора Ковентри. В начале 2021 года отправился в аренду до конца сезона в «Болтон», вылетевший по итогам предыдущего сезона в Лигу 2. В тот же день вышел в стартовом составе на очередной матч чемпионата против «Челтнем Тауна». В общей сложности за время аренды Эльбузеди сыграл в 14 матчах, голевыми действиями не отметившись.
15 июля 2021 года перебрался в Швецию, подписав со столичным АИК контракт, рассчитанный на 3,5 года. Через три дня дебютировал в чемпионате Швеции в матче с «Кальмаром», заменив на 85-й минуте Набиля Бауи.

## Карьера в сборной
Выступал за юношеские сборные Ирландии различных возрастов. В июне 2019 года в составе молодёжной сборной Ирландии принимал участие в международном турнире в Тулоне. Эльбузеди сыграл в трёх встречах группового этапа против Китая, Мексики и Бахрейна. В матче против Китая Закари отличился уже на первой минуте, чем поспособствовал разгрому соперника со счётом 3:1. Футбольная федерация Ливии приглашала Эльбузеди выступать за свою национальную сборную, но ирландец ответил отказом, мотивировав его своим желанием представлять Ирландию.

## Личная жизнь
Родился в Дублине. Его отец — ливиец, а мать — ирландка.

## Клубная статистика
| Выступление               | Выступление      | Выступление      | Лига | Лига | Кубки | Кубки | Конт. кубки | Конт. кубки | Итого | Итого |
| Клуб                      | Лига             | Сезон            | Игры | Голы | Игры  | Голы  | Игры        | Голы        | Игры  | Голы  |
| ------------------------- | ---------------- | ---------------- | ---- | ---- | ----- | ----- | ----------- | ----------- | ----- | ----- |
| Инвернесс Каледониан Тисл | Чемпионшип       | 2017/18          | 4    | 0    | 2     | 0     | 0           | 0           | 6     | 0     |
| Инвернесс Каледониан Тисл | Итого            | Итого            | 4    | 0    | 2     | 0     | 0           | 0           | 6     | 0     |
| → Элгин Сити              | Вторая лига      | 2017/18          | 3    | 0    | 0     | 0     | 0           | 0           | 3     | 0     |
| → Элгин Сити              | Итого            | Итого            | 3    | 0    | 0     | 0     | 0           | 0           | 3     | 0     |
| Уотерфорд                 | Высший дивизион  | 2019             | 27   | 6    | 2     | 0     | 0           | 0           | 29    | 6     |
| Уотерфорд                 | Итого            | Итого            | 27   | 6    | 2     | 0     | 0           | 0           | 29    | 6     |
| Линкольн Сити             | Лига 1           | 2019/20          | 5    | 0    | 0     | 0     | 0           | 0           | 5     | 0     |
| Линкольн Сити             | Лига 1           | 2020/21          | 2    | 0    | 4     | 2     | 0           | 0           | 6     | 2     |
| Линкольн Сити             | Итого            | Итого            | 7    | 0    | 4     | 2     | 0           | 0           | 11    | 2     |
| → Болтон Уондерерс        | Лига 2           | 2020/21          | 14   | 0    | 0     | 0     | 0           | 0           | 14    | 0     |
| → Болтон Уондерерс        | Итого            | Итого            | 14   | 0    | 0     | 0     | 0           | 0           | 14    | 0     |
| АИК                       | Аллсвенскан      | 2021             | 2    | 0    | 0     | 0     | 0           | 0           | 2     | 0     |
| АИК                       | Итого            | Итого            | 2    | 0    | 0     | 0     | 0           | 0           | 2     | 0     |
| Всего за карьеру          | Всего за карьеру | Всего за карьеру | 57   | 6    | 11    | 2     | 0           | 0           | 68    | 8     |